# Pimen Cupcea
Pimen Cupcea (27.08.1896, Lalova, jud. Orhei-14.03.1964, Chișinău) a fost inginer agronom, profesor si vinificator din România si Republica Moldova. A restabilit tehnologia vinurilor Negru de Purcari și Roșu de Purcari.
Născut într-o familie de țărani, și-a făcut studiile medii la Seminarul Normal (Uciteliskaia Seminaria) din Ekaterinodar, iar cele universitare la Facultatea de Agronomie a Universității Al.I.Cuza din Iași. Licențiat inginer-agronom cu mențiunea foarte bine (1931). În 1928-1934 – director al Școlii de Agricultură din Cupcui (jud. Cahul). Din 1934 – profesor la Școala de Viticultură gradul 2 din Chișinău, iar în 1937-1939 – director al școlii. Din 1939 – inspector al tuturor școlilor de viticultură din Basarabia. În anii celui de-al doilea război mondial se află în prizonierat la minele de cărbune din Donbas (Ucraina). Revenit la Chișinău, în 1946-1949 este profesor și director de studii al Școlii de Viticultură, apoi se transferă în industria vinurilor. Mai întâi – director al Laboratorului central Moldglavvino, apoi șampanist principal al Moldovei. Autor al tehnologiei vinurilor (a restabilit cupajul) Negru de Purcari (1960) și Roșu de Purcari (1964). Vinul Negru de Purcari a obținut medalii de aur și argint la diverse expozișii internaționale, se exportă în străinătate.